# King Biscuit Flower Hour
King Biscuit Flower Hour è un album dal vivo del musicista statunitense David Crosby, pubblicato nel 1996.

## Tracce
1. Tracks in the Dust – 6:09
2. Guinnevere – 5:06
3. Compass – 4:22
4. In My Dreams – 4:42
5. Drive My Car – 3:50
6. Lady of the Harbor – 3:39
7. Oh Yes I Can – 5:44
8. Monkey and the Underdog – 4:22
9. Delta – 5:13
10. Déjà Vu – 7:48
11. Night Time for the Generals – 3:37
12. Wooden Ships – 8:03
13. Almost Cut My Hair – 5:16
14. Long Time Gone – 5:51

## Formazione
- David Crosby – voce, chitarra
- Dan Dugmore – chitarra
- Mike Finnigan – tastiera, cori
- Davey Faragher – basso, cori
- Jody Cortez – batteria